# 格罗伊奇
格罗伊奇（德語：Groitzsch，發音：[ˈɡʁɔʏtʃ] ⓘ）是德国萨克森州莱比锡县的城市，面积70.17平方千米，2023年12月31日人口为7,542人。